# Asterizi

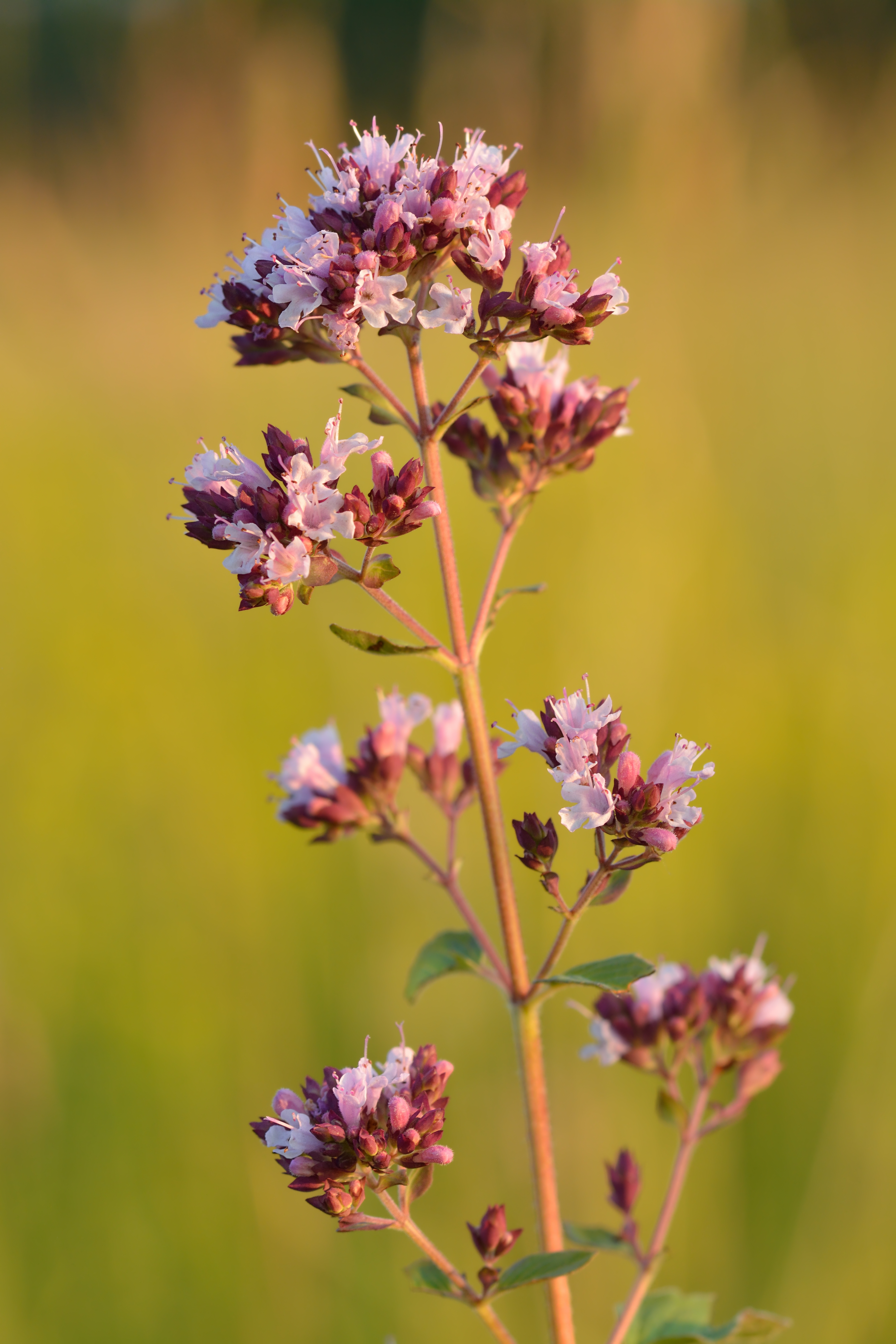
Oregano de la Lamiales

În sistemul APG IV (2016) pentru clasificarea plantelor cu flori, denumirea de asterizi denumește o cladă (un grup monofiletic).  Exemple comunne se includ notele de uită-mă, nuanțe de noapte (inclusiv cartofi, vinete, roșii, ardei și tutun ), floarea-soarelui comună, petunii, glorie dimineață și cartof dulce, cafea, lavandă, liliac, măsline, iasomie, caprifoi, frasin, tec, snapdragon, susan, psyllium, salvie de grădină, ierburi de masă, cum ar fi mentă, busuioc și rozmarin, și copaci de pădure, cum ar fi nucă din Brazilia. 

## Istorie
Analiza genetică efectuată după APG II susține că sora tuturor celorlalți asterizi sunt Cornales. Un al doilea ordin care se desparte de baza asteridelor este Ericales. Comenzile rămase se grupează în două clade, lamiidele și campanulidele. Structura ambelor clade s-a schimbat în APG III.  